# Square’s Tom Sawyer
Square's Tom Sawyer (яп. スクウェアのトム・ソーヤ Сукувэа но Тому Соя) — японская ролевая игра для приставки Nintendo Entertainment System, разработанная и выпущенная в 1989 году компанией Square. Основана на знаменитом романе американского писателя Марка Твена «Приключения Тома Сойера». Игра не издавалась нигде кроме Японии, однако западные обозреватели признают за ней довольно высокую значимость для эпохи 8-битных систем. В частности, она была включена в ретроспективный цикл сайта GameSpy, рецензенты Бенджамин Тёрнер и Кристиан Натт назвали её забавнейшей игрой из всех, что когда-либо были выпущены студией Square.
События Square’s Tom Sawyer разворачиваются в 1855 году на реке Миссисипи, в окрестностях вымышленного американского городка под названием Санкт-Петербург штата Миссури (по всей видимости, прототипом этого места был город Ганнибал, где Марк Твен провёл всё своё детство). Игра содержит множество элементов из книги и большинство основных персонажей: Тома Сойера, Гекльберри Финна, Джо Гарпера, тётушку Полли и Сида. Отсутствует Ребекка Тэтчер, но вместо неё в команде персонажей состоит Эми, возможно, Эми Лоуренс, бывшая подружка Тома. В центре сюжета — приключения Тома Сойера и его друзей, связанные с поиском сокровищ.
Игра во многом напоминает другие ролевые игры компании Square, однако, в отличие от популярных серий Final Fantasy и Dragon Quest, здесь отсутствует какая-либо мировая карта, и камера отображает происходящее не сверху, а сбоку, перемещаясь с помощью горизонтального скроллинга. Боевая система построена традиционным образом, во время сражения персонажи управляются в пошаговом режиме, и успешность выступления в бою значительно зависит от персональных характеристик героев, таких как здоровье, сила и скорость. После каждого удачного сражения персонажи получают очки опыта, по достижении определённого количества которых происходит повышение показателей. Несмотря на то, что в игре представлен весьма вместительный инвентарь предметов, нет никакой системы экипировки — персонажи дерутся с монстрами голыми руками.

## Саундтрек
Мелодии музыкального ряда Square’s Tom Sawyer сочинил Нобуо Уэмацу, ведущий композитор Square.